# Сэмьюэл, Коллин
Коллин Сэмьюэл (англ. Collin Samuel; род. 27 августа 1981, Мансанилья, Тринидад и Тобаго) — тринидадский футболист. Участник чемпионата мира по футболу 2006.

## Карьера

### Клубная
Большую часть своей карьеры Сэмьюэл провел в Шотландии. В нём высшем уровне футболист выступал за «Фалкирк», «Данди Юнайтед» и «Сент-Джонстон».
В сезоне 2007—2008 Сэмьюэл играл в клубе MLS «Торонто». Также игрок 2011 году один раз появился на поле в футболке английского «Лутон Тауна».
Позднее Колин Сэмьюэл выступал в низших лигах первенства Шотландии.

### Сборная
За сборную Тринидада и Тобаго футболист дебютировал в 2002 году. В 2006 году он принял участие Чемпионате мира по футболу в Германии.

## Достижения
- Финалист Кубка Шотландии (1): 2004/05.
- Победитель Первого дивизиона шотландской футбольной лиги: (2): 2002/03, 2008/09.
- Чемпион Тринидада и Тобаго по футболу (1): 2002.